# Adrenaline (Album)
Adrenaline (englisch für Adrenalin) ist das Debütalbum der aus Sacramento stammenden Deftones. Es wurde am 1. Oktober 1995 über Maverick Records veröffentlicht.
Das Coverartwork zeigt einen Schleimsauger für Babys vor neutralem Hintergrund.

## Entstehung
Die Deftones spielten seit 1989 Konzerte in ihrer Heimatstadt Sacramento, später auch in anderen kalifornischen Städten wie San Francisco oder Los Angeles. Dabei kamen sie auch in Kontakt mit Korn, die als Mitbegründer des Nu Metal gelten.
1993 nahmen die Deftones das Demotape (Like) Linus auf, das hauptsächlich Songs enthält, die sie schon seit einiger Zeit live spielten. Unter den Demoaufnahmen finden sich auch 7 Words und Root (noch unter dem Titel Roots) sowie in zwei Versionen Engine No. 9, die später allesamt auch auf Adrenaline zu finden sein sollten.
Ein Live-Auftritt in Los Angeles weckte schlussendlich bei einem Plattenfirmenvertreter von Maverick Interesse, so dass die Band im Folgenden einen Plattenvertrag unterzeichnen konnte.
Die im Juli 1995 begonnenen Aufnahmen für Adrenaline gingen schnell vonstatten, da man hauptsächlich schon länger existente Songs aufnahm. Schlagzeuger Abe Cunningham hierzu:

“At the time we did the first record – which I really like and think is good – you can tell the band was really young. We’d been playing most of those songs for quite a while, and we were just so happy to be making a record that we didn’t really think a whole lot about making the songs better.”

„Man hört dem Album – das ich wirklich mag und von dem ich glaube, dass es gut ist – an, dass die Band zum Zeitpunkt der Aufnahmen noch wirklich jung war. Wir hatten die meisten dieser Songs schon seit einiger Zeit gespielt und wir waren einfach so glücklich darüber, ein Album aufzunehmen, dass wir gar nicht mehr groß darüber nachdachten, die Songs besser zu machen.“

Für die Produktion des Albums zeichnete wie auch bei den folgenden Deftones-Alben bis 2006 Terry Date verantwortlich. Der nicht zuletzt für seine Arbeit mit Korn bekannte Ross Robinson produzierte den Hidden Track des Albums.

## Musikstil
Adrenaline wird oft dem Nu Metal zugeordnet und gilt zusammen mit dem kommerziell erfolgreicheren Nachfolgeralbum Around the Fur als ein wegweisendes Werk für das Genre, wenn auch die Band sich danach später vom Genre entfernte. Stilistisch zeichnet sich das Album durch Simplizität und Rauheit aus, der Gesang ist wechselnd clean, geschrien und geflüstert, es sind auch gerappte Passagen zu hören.
Die Texte sind wie für die Deftones üblich meist vage und mehrdeutig.

## Titelliste
| #  | Titel           | Länge | Bemerkung                |
| -- | --------------- | ----- | ------------------------ |
| 1  | Bored           | 4:06  | Zweite Singleauskopplung |
| 2  | Minus Blindfold | 4:04  |                          |
| 3  | One Weak        | 4:29  |                          |
| 4  | Nosebleed       | 4:26  |                          |
| 5  | Lifter          | 4:43  |                          |
| 6  | Root            | 3:41  |                          |
| 7  | 7 Words         | 3:43  | Erste Singleauskopplung  |
| 8  | Birthmark       | 4:18  |                          |
| 9  | Engine No. 9    | 3:25  |                          |
| 10 | Fireal          | 6:36  |                          |
| 11 | Fist            | 3:35  | Hidden Track             |

- Fist ist ein Hidden Track mit einem zehnsekündigen Intro im Pregap

## Rezeption
Daniel Gioffre von Allmusic bezeichnete das Album als „vielversprechendes Debüt“. Er lobte die Präzision und die gute Organisation der Attack, „ohne dass es mechanisch oder seelenlos klingt“. Die Deftones seien selbst „inmitten von Chaos sehr kontrolliert“. Er lobte auch den Groove, der anderen Nu-Metal-Bands abhandengekommen sei, sowie das „überraschend anspruchsvolle“ Schlagzeugspiel. Als einzigen Kritikpunkt nannte er den „eintönigen Gesang“.
Sowohl Allmusic als auch Kerrang hoben den passenden Titel für das Album hervor.
Der Musikjournalist Piero Scaruffi listete Adrenaline auf Platz 33 seiner persönlichen Liste der besten Metal-Alben aller Zeiten.
Der Song Engine No. 9 wurde mehrfach, unter anderem auch von Korn, gecovert.

## Kommerzieller Erfolg
Deftones erreichte mit Adrenaline keine Chartplatzierung. Durch zahlreiche Auftritte, u. a. als Vorgruppe für Ozzy Osbourne, Korn oder L7, erlangte die Band dennoch eine gewisse Bekanntheit und konnte noch vor der Veröffentlichung des Nachfolgers über 200.000 Exemplare ihres Debütalbums absetzen.
Auszeichnungen für Musikverkäufe
1999 wurde Adrenaline in den Vereinigten Staaten mit Gold ausgezeichnet, 2008 folgte Platin für 1.000.000 verkaufte Tonträger. Auch in Großbritannien wurde Adrenaline am 22. Juli 2013 die Goldene Schallplatte verliehen.
| Land/Region                  | Auszeichnungen für Musikverkäufe (Land/Region, Auszeichnung, Verkäufe) | Verkäufe  |
| ---------------------------- | ---------------------------------------------------------------------- | --------- |
| Australien (ARIA)            | Gold                                                                   | 35.000    |
| Vereinigte Staaten (RIAA)    | Platin                                                                 | 1.000.000 |
| Vereinigtes Königreich (BPI) | Gold                                                                   | 100.000   |
| Insgesamt                    | 2× Gold · 1× Platin ·                                                  | 1.135.000 |